# Anant Pai
Anant Pai (1929-2011) est un auteur de bande dessinée et éditeur indien. Il est surtout connu pour avoir créé sous le nom d'Uncle Pai la série d'adaptation mythologiques Amar Chitra Katha (en) en 1967 et la série humoristique pour enfants Tinkle (en) en 1980, toutes deux vendues à plusieurs dizaines de millions d'exemplaires.

### Documentation
- Melinda C. Shepherd, « Pai, Anant (1929-2011) », sur universalis.fr (consulté le 18 mai 2018).